# Elizabeth Loftus
Elizabeth F. Loftus (született Elizabeth Fishman) (Los Angeles 1944. október 16. –) amerikai kognitív pszichológus, szakterülete az emberi memória, amelyen belül átfogó kutatásokat folytatott az emlékezet alakíthatóságáról. Legnagyobb hatású kutatásai a téves emlékezet effektus és a szemtanúi emlékezés területeit érintik, illetve a hamis emlékek létrehozását és természetét, amely magába foglalja a gyermekkori szexuális bántalmazottak visszanyert emlékeit. Termékeny laboratóriumi munkája mellett Loftus sokat foglalkozott kutatásai alkalmazásával a jog területén: több száz esetnél volt tanácsadó vagy szakértői tanú. Loftus munkásságát világszerte elismerik, számos díjat és tiszteletbeli fokozatot kapott. 2002-ben a Review of General Psychology a 20. század 100 legbefolyásosabb pszichológiai kutatói listáján az 58. helyen szerepelt, a legmagasabb helyezett női tudósok közül.

## Munkássága

### A téves emlékezet-effektus
1973-ban a Washingtoni Egyetem professzoraként kutatásai arra irányultak, hogy hogyan működik a memória valós környezetben, és elkezdte a szemtanúi tanúvallomások empirikus tanulmányozását. Egyik első kutatása autóbalesetek rekonstrukciója volt, ahol azt vizsgálta, megváltozhat-e a szemtanúi emlékezet az esemény után adott információk által. Korábbi tanulmányok kimutatták, hogy az emlékek nem feltétlenül valós leképezései a megtörtént eseményeknek, hanem a múltbeli élmények és egyéb behatások által jönnek létre. A vizsgálat kimutatta, hogy a kérdések megfogalmazásának módja megváltoztatta az emlékeket, amelyekről az alanyok beszámoltak. Loftus következő lépése az volt, hogy megvizsgálja, megváltoztathatják-e az emberek emlékeit a rávezető kérdések, illetve egyéb félrevezető információk. A kérdés megválaszolásához kidolgozta téves emlékezet paradigmát, amely megmutatta, hogy a szemtanúk emlékei megváltoznak miután egy történésről téves információkat kaptak rávezető kérdéseken és egyéb módokon keresztül. Ez arra is rámutatott, hogy az emlékezet nagyban alakítható és befolyásolható. A téves információs effektus a pszichológia egyik legnagyhatásúbb és legismertebb effektusává vált és Loftus korai munkája a témában több száz nyomonkövető tanulmányt ihletett, amelyek az emlékezés pontosságát javító vagy rontó tényezőket vizsgálták, valamint az effektus mögött lévő kognitív mechanizmusokat.

## Publikációk

### Fontosabb tanulmányok
- Loftus (1974). „Reconstructing memory: The incredible eyewitness”. Psychology Today 8, 116–119. o.
- Loftus (1974). „Reconstruction of automobile destruction: An example of the interaction between language and memory”. Journal of Verbal Learning and Verbal Behavior 13 (5), 585–589. o. DOI:10.1016/S0022-5371(74)80011-3.
- Loftus (1975). „Leading questions and the eyewitness report”. Cognitive Psychology 7 (4), 560–572. o. DOI:10.1016/0010-0285(75)90023-7.
- Loftus (1978). „Semantic integration of verbal information into a visual memory”. Journal of Experimental Psychology: Human Learning and Memory 4, 19–31. o. DOI:10.1037/0278-7393.4.1.19.
- Loftus (1979). „The malleability of human memory”. American Scientist 67 (3), 312–320. o.
- Loftus (1983). „Silence is not golden”. American Psychologist 38 (5), 564–572. o. DOI:10.1037/0003-066x.38.5.564.
- Christianson (1987). „Memory for traumatic events”. Applied Cognitive Psychology 1 (4), 225–239. o. DOI:10.1002/acp.2350010402.
- Loftus (1989). „Misinformation and memory: The creation of memory”. Journal of Experimental Psychology: General 118, 100–104. o. DOI:10.1037/0096-3445.118.1.100.
- Loftus (1991. január 1.). „The glitter of everyday memory...and the gold”. American Psychologist 46 (1), 16–18. o. DOI:10.1037/0003-066X.46.1.16. PMID 1996855.
- Loftus (1993). „The reality of repressed memories”. American Psychologist 48 (5), 518–537. o. DOI:10.1037/0003-066x.48.5.518. PMID 8507050.
- Loftus (1994). „Forgetting sexual trauma”. Journal of Consulting and Clinical Psychology 62 (6), 1177–1181. o. DOI:10.1037/0022-006x.62.6.1177.
- Loftus (1995). „The formation of false memories”. Psychiatric Annals 25 (12), 720–725. o. DOI:10.3928/0048-5713-19951201-07.
- Loftus (1995). „Remembering dangerously”. Skeptical Inquirer 19, 20–29. o.
- Garry (1996). „Imagination Inflation: Imagining a childhood event inflates confidence that it occurred”. Psychonomic Bulletin and Review 3 (2), 208–214. o. DOI:10.3758/bf03212420. PMID 24213869.
- Loftus (1998). „Illusions of Memory”. Proceedings of the American Philosophical Society 142, 60–73. o.
- Loftus (1999). „Lost in the mall: Misrepresentations and misunderstandings”. Ethics & Behavior 9 (1), 51–60. o. DOI:10.1207/s15327019eb0901_4. PMID 11657488.
- Mazzoni (2001). „Changing beliefs about implausible autobiographical events”. Journal of Experimental Psychology: Applied 7 (1), 51–59. o. DOI:10.1037/1076-898x.7.1.51.
- Loftus. „Who abused Jane Doe?: The hazards of the single case history. Part I”, Skeptical Inquirer, 2002. május 1., 24–32. oldal
- Loftus. „Who abused Jane Doe? Part II”, Skeptical Inquirer, 2002. július 1., 37–40, 44. oldal
- Bernstein (2005). „False beliefs about fattening foods can have healthy consequences”. Proceedings of the National Academy of Sciences 102 (39), 13724–13731. o. DOI:10.1073/pnas.0504869102. PMID 16079200.
- Berkowitz (2008). „Pluto Behaving Badly:  False beliefs and their consequences”. American Journal of Psychology 121 (4), 643–660. o. DOI:10.2307/20445490.

### Könyvek
- Learning. Mednick, S.A., Pollio, R. H. & Loftus, E.F. (1973). Englewood Cliffs, NJ: Prentice-Hall
- Human Memory: The Processing of Information. Loftus, G.R. & Loftus, E.F. (1976) Hillsdale, NJ: Erlbaum Associates
- Cognitive Processes. Bourne, L.E., Dominowski, R. L., & Loftus, E.F. (1979). Englewood Cliffs, NJ: Prentice-Hall
- Eyewitness Testimony. Loftus, E.F. (1979). Cambridge, MA: Harvard University Press. (National Media Award, Distinguished Contribution, 1980). (Reissued with new Preface in 1996)
- Memory. Loftus, E.F. (1980). Reading, MA: Addison-Wesley. (Reprinted by NY: Ardsley Press 1988)
- Psychology. Wortman, C.B. & Loftus, E.F. (1981). New York: Random House (Knopf)
- Essence of Statistics. Loftus, G.R. & Loftus, E.F. (1982). Monterey, CA: Brooks/Cole
- Psychology Today Bootzin, R., Loftus, E., & Zajonc, R. (1983). (5th ed.). NY: Random House
- Mind at Play. Loftus, G.R. & Loftus, E.F. (1983). New York: Basic Books
- Eyewitness Testimony—Psychological perspectives. Wells, G. & Loftus, E.F. (Eds.) (1984). NY: Cambridge University Press
- Psychology (2nd ed.) Wortman, C.B. & Loftus, E.F. (1985). NY: Random House (Knopf)
- Cognitive Processes. Bourne, L.E., Dominowski, R.L., Loftus, E.F., & Healy, A. (1986). Englewood Cliffs: Prentice-Hall
- Eyewitness Testimony: Civil and Criminal. Loftus, E.F. & Doyle, J. (1987). NY: Kluwer
- Statistics. Loftus, G.R. & Loftus, E.F. (1988). New York: Random House
- Psychology (3rd ed.). Wortman, C.B. & Loftus, E.F. (1988). NY: Random House (Knopf)
- Witness for the Defense; The Accused, the Eyewitness, and the Expert Who Puts Memory on Trial Loftus, E.F. & Ketcham, K. (1991) NY: St. Martin's Press
- Psychology (4th ed.) Wortman, C.B. & Loftus, E.F. (1992) NY: McGraw Hill
- Eyewitness Testimony – Civil and Criminal. Loftus, E.F. & Doyle, J.M. (1992) Charlottesville, VA: The Michie Co.
- The Myth of Repressed Memory. Loftus, E.F. & Ketcham, K. (1994) NY: St. Martin's Press
- Eyewitness testimony: Civil & Criminal, 3rd edition. Loftus, E.F. & Doyle, J.M. (1997) Charlottesville, Va: Lexis Law Publishing
- Psychology (5th edition). Wortman, C.B., Loftus, E.F., & Weaver, C. (1999) NY: McGraw Hill
- Eyewitness testimony: Civil & Criminal, 4th edition. Loftus, E.F., Doyle, J.M. & Dysert, J. (2008) Charlottesville, Va: Lexis Law Publishing. (482 pages)